# Anagber
Anagber is een monumentale villa aan de Badweg in Schiermonnikoog.

## Geschiedenis

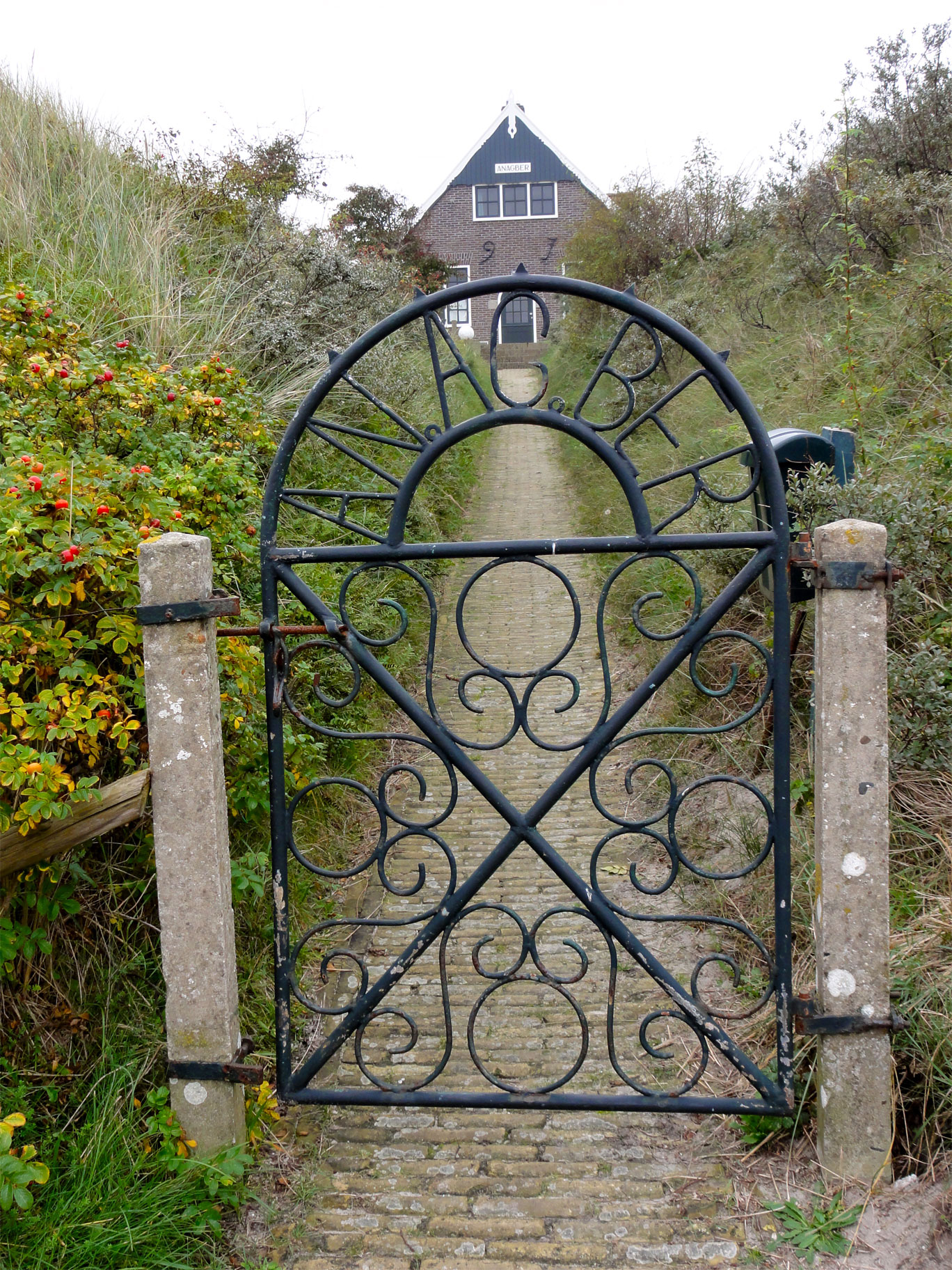
De toegang met een smeedijzeren hek met de naam Anagber

Anagber werd oorspronkelijk in 1917 gebouwd als villa Josanna aan de boulevard van Schiermonnikoog. De muurankers in de voorgevel herinneren nog aan het bouwjaar van de woning. Opdrachtgever was de Groninger bankdirecteur jhr. O.B. van Vierssen Trip. Door de afkalving van de noordzijde van het eiland is de boulevard in de Noordzee verdwenen. Om de villa Josanna, evenals de nabijgelegen villa Opduin, te redden werd het huis afgebroken en opnieuw opgebouwd. Sinds 1920 staat de woning ten zuiden van de Badweg en Opduin (sinds 1922) ten noorden van de Badweg. In 1947 kreeg de woning een nieuwe eigenaar, deze gaf het huis zijn nieuwe naam Anagber, naar de eerste lettergrepen van de namen van zijn dochters. In 1978 werd het huis gerestaureerd.
De woning is erkend als een rijksmonument.